# Dusty Good
Dusty Good (Cotati, 30 marzo 1987) è un calciatore americo-verginiano, di ruolo centrocampista.

## Carriera

### Club
Ha giocato nel proprio paese nativo e in Svezia.

### Nazionale
Nel 2011 ha esordito nella Nazionale americo-verginiana.